# José Justicia
José Antonio Justicia Perales (* 6. Januar 1989 in Petrer) ist ein spanischer Dartspieler.

## Karriere
Justicia begann 2009 mit dem Dart und wurde 2012 Europameister im E-Dart. Im Januar 2018 konnte sich Justicia die PDC Tour Card für zwei Jahre sichern. Im Viertelfinale des UK Open Qualifiers 2018 gegen Adrian Lewis kam es zu einem Zwischenfall, bei dem die Spieler aneinandergerieten und Lewis den Spanier am Hals packte. Lewis wurde daraufhin von der PDC mit einer Geldstrafe und einer dreimonatigen Sperre belegt, die auf sechs Monate zur Bewährung ausgesetzt wurde.
Sein Debüt auf der European Darts Tour gab er bei den German Darts Open 2018, wo er Luke Woodhouse besiegte, sich jedoch Dave Chisnall geschlagen geben musste. Ein Jahr später gewann die iberische Qualifikation für die PDC-Weltmeisterschaft 2020 und konnte in der ersten Runde den Engländer Aron Monk besiegen.
Bei der PDC Qualifying School 2021 nahm Justicia zwar an der Final Stage teil, verfehlte aber dennoch die Tour Card. Auf der darauffolgenden PDC European Challenge Tour zeigte Justicia gute Leistungen, unter anderem gewann er das Turnier Nummer 7, womit er bei der Q-School 2022 direkt in der Final Stage gesetzt war. Am ersten Tag belohnte er sich dann für seine Leistungen und sicherte sich auf direktem Wege die PDC Tour Card.
Bei den UK Open 2022 gewann er seine Erstrundenpartie mit 6:4 gegen Darren Webster, bevor er auch Eddie Lovely mit 6:2 schlagen konnte. In der dritten Runde gegen Adam Gawlas gelang ihm ein Nine dart finish, er verlor aber dennoch mit 5:6. Kurz darauf bei der German Darts Championship spielte sich Justicia in die zweite Runde. Bei den Czech Darts Open ging es nach Siegen über Miloslav Navrátil und Jonny Clayton ins Achtelfinale, welches gegen José de Sousa mit 5:6 knapp verloren ging. Bei den Players Championships 2022 gelangen ihm jedoch wenig Erfolge, sodass er sich fast nicht für die Weltmeisterschaft qualifiziert hätte. Er spielte sich jedoch kurz vor der WM beim South West Europe Qualifier ins Finale, welches er gegen Thibault Tricole gewann und somit doch noch an der PDC World Darts Championship 2023 teilnehmen konnte. In der ersten Runde traf er dabei auf das junge Talent Josh Rock und unterlag mit 1:3.
Bei den UK Open 2023 startete Justicia in Runde zwei, unterlag jedoch mit 4:6 Mickey Mansell. Bei den European Darts Open spielte sich Justicia in Runde zwei. Es sollte jedoch sein vorerst letzter Erfolg auf einer Bünhe sein. Bei den Players Championships 2023 ging es nie weiter als Runde drei und somit blieben weitere Major-Qualifikationen aus. Er beendete die Saison somit auf Rang 93 in der PDC Order of Merit, sodass er seine Tour Card wieder abgeben musste.
Bei der Q-School 2024 startete Justicia daraufhin in der Final Stage. Gewann dabei allerdings kein Spiel. Auf der Challenge Tour spielte Justicia daraufhin die ersten drei Wochenenden, wo er zweimal das Achtelfinale erreichte. Im Juni nahm er erneut am World Cup of Darts 2024 teil, wo er an der Seite von Jesús Noguera in der Gruppenphase ausschied. Die beiden verloren zunächst deutlich gegen Jeffrey de Graaf und Oskar Lukasiak aus Schweden mot 0:4, bevor sie auch überraschend mit 3:4 Justin Hewitt und Craig Galiano aus Gibraltar unterlagen.
Bei der Q-School 2025 erreichte Justicia durch einen guten dritten Turniertag die Final Stage, in der er jedoch keinen Punkt für die Rangliste gewinnen konnte.
Im Juni 2023 wechselte Justicia in der Deutschen Darts-Bundesliga zum Karlsruher SC.

## Weltmeisterschaftsresultate

### PDC
- 2020: 2. Runde (2:3-Niederlage gegen  Stephen Bunting)
- 2023: 1. Runde (1:3-Niederlage gegen  Josh Rock)

## Titel

### PDC
- Secondary Tour Events
  - PDC Challenge Tour
    - PDC European Challenge Tour 2021: 7